# Emilio Sagi-Barba
Pour les articles homonymes, voir Sagi, Barba et Liñán.
Emilio Sagi Liñan, né le 25 mars 1900 à Bolívar (Argentine) et mort le 25 mai 1951 à Barcelone, est un footballeur espagnol qui se distingue en Ligue espagnole de football dans les années 1920.
Bien qu'il s'appelât Sagi Liñán, il était connu sous le nom de « Sagi-Barba » d'après le nom de son père, le baryton catalan Emili Sagi i Barba. De famille catalane il naquit par hasard à Bolivar en Argentine où ses parents sont en déplacement professionnel. Son cousin Armando Martínez Sagi est aussi footballeur au FC Barcelone.
Sa cousine Anna Maria Martínez Sagi est la première dirigeante femme du FC Barcelone en 1934, sous la Seconde République.

## Biographie
Résident en Catalogne à partir de ses trois ans, ses premiers contacts avec le football ont lieu au Collège Condal de Barcelone. Il joue par la suite dans les équipes du collège Bonanova et au FC Catalogne, tous deux dans la catégorie junior. Jeune, il passait ses vacances à Cadaqués où il a l'habitude de jouer au football avec ses amis, parmi lesquels se trouvaient Salvador Dalí, d'après ce qu'en dit le peintre catalan, et Josep Samitier qui avalise l'incorporation de Sagi-Barba au FC Barcelone à ses 15 ans.
Durant la saison 1916-1917, à seulement 17 ans, il incorpora la première équipe du FC Barcelone dans laquelle il resta jusqu'en 1936, malgré quelques interruptions. Pendant qu'il étudiait à l'École Industrielle de Terrassa, il joua pour l'équipe de la ville (Terrassa FC). En 1919, il se maria et décida quitter les terrains de football avant d'y retourner en 1922.

Le FC Barcelone, vainqueur de la Coupe d'Espagne de 1928. Debout : Forns (entr.), Mas, Castillo, Llorens, Walter, Guzmán, Carulla et Platko. Assis : Piera, Sastre, Samitier, Arocha et Emilio Sagi-Barba.

Il gagna la première ligue espagnole de football de l'histoire sous les couleurs du FC Barcelone avant d'ajouter à ce titre quatre coupes du Roi, et 12 championnats de Catalogne.
Avec le club barcelonais, il disputa un total de 455 rencontres, chiffre qui le situent dans les 15 joueurs les plus actifs de l'histoire du FC Barcelone. Pendant sa longue carrière de joueur du Barça, il marqua un total de 134 buts et gagna quatre titres. Les chroniques indiquent qu'ils ne manqua jamais un seul penalty durant sa carrière sportive.
Il joua une rencontre internationale avec l'équipe nationale espagnole de football le 19 décembre 1926 à Vigo, contre la Hongrie.

## Clubs
- FC Barcelone (Espagne) : 1916-1936.

## Palmarès
- 1 Ligue espagnole de football : 1928-1929.
- 4 Coupe d'Espagne : 1922, 1925, 1926 et 1928.
- 12 Championnat de Catalogne.